# Голубић (Книн)
Голубић је насељено мјесто у граду Книну, сјеверна Далмација, Шибенско-книнска жупанија, Република Хрватска. Према прелиминарним подацима са последњег пописа 2021. године у месту је живело 660 становника.

## Географија
Налази се 5 км сјеверно од Книна. Кроз село протиче ријека Бутижница.

## Историја
За вријеме рата у Хрватској, Голубић се налазио у Републици Српској Крајини. Током хрватске војне акције Олуја 1995. године, готово цјелокупно становништво је напустило Голубић. Током те акције, 6. августа 1995. године, у овом селу је убијено 18 старијих мештана српске националности. Након пада Републике Српске Крајине, у Голубић су насељени Хрвати из централног дијела Босне чиме се промијенила етничка структура.
У Голубићу је 2011. подигнут споменик Србима жртвама Олује, у порти цркве Светог архиђакона Стефана. Споменик је срушен у ноћи 12/13. септембра 2013.

## Култура и вера
У Голубићу се налази храм Српске православне цркве Св. Архиђакона Стефана из 1462. године. Она је једно вријеме (1692) била сједиште епископа далматинског Василија Првог. На дан преноса моштију Св. Стефана, 15. августа, одржава се сеоски сајам на коме се и данас окупља велики број Голубићана. Године 1764. у село долази да учитељује и познати српски просветитељ Доситеј Обрадовић.

## Привреда
У близини села је истоимена хидроелектрана на Бутижници. Голубић је био познат у широј околини по производњи капулице (црног лука) за расад.

## Становништво
Око 1920. године, у Голубићу су све породице биле православне, осим једне римокатоличке. Према попису из 1991. године, Голубић је имао 1.424 становника, од чега 1.389 Срба, 17 Хрвата, 1 Југословена, 1 Муслимана и 16 осталих. Према попису становништва из 2001. године, Голубић је имао 654 становника. Према попису становништва из 2011. године, насеље Голубић је имало 1.029 становника, већином Хрвата.
| Националност       | 1991. | 1981. | 1971. | 1961. |
| Срби               | 1.389 | 1.466 | 1.818 | 2.137 |
| Југословени        | 1     | 105   | 20    |       |
| Хрвати             | 17    | 40    | 43    | 74    |
| Црногорци          |       | 1     |       | 9     |
| Муслимани          | 1     |       |       |       |
| остали и непознато | 16    | 5     | 4     | 23    |
| Укупно             | 1.424 | 1.617 | 1.885 | 2.243 |

| Демографија | Демографија | Демографија |
| Година      | Становника  | Становника  |
| ----------- | ----------- | ----------- |
| 1961.       | 2.243       |             |
| 1971.       | 1.885       |             |
| 1981.       | 1.617       |             |
| 1991.       | 1.424       |             |
| 2001.       | 654         |             |
| 2011.       |             | 1.029       |

## Попис 1991.
На попису становништва 1991. године, насељено место Голубић је имало 1.424 становника, следећег националног састава:
| Попис 1991.‍   | Попис 1991.‍  | Попис 1991.‍ | Попис 1991.‍ | Попис 1991.‍ |
| ------------- | ------------ | ----------- | ----------- | ----------- |
|               |              |             |             |             |
| Срби          | Срби         |             | 1.389       | 97,54%      |
| Хрвати        | Хрвати       |             | 17          | 1,19%       |
| Словенци      | Словенци     |             | 2           | 0,14%       |
| Југословени   | Југословени  |             | 1           | 0,07%       |
| Муслимани     | Муслимани    |             | 1           | 0,07%       |
| Словаци       | Словаци      |             | 1           | 0,07%       |
| Црногорци     | Црногорци    |             | 1           | 0,07%       |
| неопредељени  | неопредељени |             | 7           | 0,49%       |
| непознато     | непознато    |             | 5           | 0,35%       |
| укупно: 1.424 |              |             |             |             |

## Презимена
| - Арула — Православци, славе Св. Василија - Боровић — Православци, славе Св. Архангела Михајла - Бубоња — Православци, славе Св. Николу - Букарица — Православци, славе Св. Јована - Веселиновић — Православци, славе Петровдан - Вуковић — Православци, славе Св. Јована - Вундук — Православци, славе Св. Николу - Војновић — Православци, славе Св. Јована - Грубић — Православци, славе Св. Матију - Глогиња — Православци, славе Св. Архангела Михајла - Дамјановић — Православци, славе Св. Јована - Драгаш — Православци, славе Св. Јована - Драгичевић — Православци, славе Св. Јована - Дробац — Православци, славе Ђурђевдан - Ђурица — Православци, славе Св. Јована - Живковић — Православци, славе Св. Јована - Зеленбаба — Православци, славе Ђурђевдан - Јерковић — Православци, славе Св. Алимпија - Каблар — Православци, славе Св. Јована - Клинац — Православци, славе Ђурђевдан - Клицов — Православци, славе Св. Матију | - Кесић — Православци, славе Ђурђевдан - Кеса — Православци, славе Ђурђевдан - Љубишић — Православци, славе Св. Стефана Дечанског - Марић — Православци, славе Св. Архангела Михајла - Момић — Православци, славе Св. Архангела Михајла - Миливојевић — Православци, славе Св. Архангела Михајла - Нонковић — Православци, славе Св. Јована - Опачић — Православци, славе Св. Луку - Плавша — Православци, славе Св. Тому - Плавшић — Православци, славе Ђурђевдан - Понош — Православци, славе Лазареву суботу - Радиновић — Православци, славе Св. Николу - Радујко — Православци, славе Ђурђевдан - Рељан — Православци, славе Св. Николу - Рончевић — Православци, славе Св. Василија - Станчевић — Православци, славе Св. Алимпија - Столић — Православци, славе Св. Алимпија - Торлак — Православци, славе Св. Василија - Тица — Православци, славе Св. Стефана - Чучак — Православци, славе Ђурђевдан - Чолак — Православци, славе Св. Јована - Џепина — Православци, славе Св. Јована - Шљивар — Православци, славе Св. Алимпија - Ширко — Православци, славе Св. Архангела Михајла - Шимић — Римокатолици |